# Église Saint-Aignan de Bures-en-Bray
Pour les articles homonymes, voir Église Saint-Aignan.
L'église Saint-Aignan est une église catholique située à Bures-en-Bray, en France.

## Localisation
L'église est située à Bures-en-Bray, commune du département français de la Seine-Maritime. 

## Historique
L'église est bâtie au XIIe siècle. 
L'édifice est très remanié au cours des siècles et « tombe en ruines au XVIIIe siècle ».
L'édifice subit des dommages en 1940.
L'édifice est inscrit au titre des monuments historiques par arrêté du 24 novembre 1926.

## Description
L'église est en pierre et silex.
La verrière du chœur a été faite en 1942.
Un tombeau du Christ du début du XVIe siècle est situé dans le transept. L'édifice conserve également un autel de la Vierge du XVe siècle-XVIe siècle figurant l'Assomption et deux statues de sainte Catherine et sainte Marguerite. Une plaque de fondation est également présente.